# Дмитрий Шостакович
Дмѝтрий Дмѝтриевич Шостако̀вич (на руски: Дми́трий Дми́триевич Шостако́вич, [ˈdmʲitrʲɪj ˈdmʲitrʲɪɪvʲɪtɕ ʂəstɐˈkovʲɪtɕ] звук) е руски композитор и пианист от съветската ера и един от най-знаменитите композитори на XX век.
След първоначалните успехи в началото на кариерата си Шостакович преживява десетилетия на сложни и на моменти тежки отношения с тоталитарния комунистически режим. Неговата музика е на два пъти официално отхвърляна и осъждана, през 1936 и 1948 година, докато в други периоди той получава признание и държавни награди, както и почетни постове в руския и съветския парламент.
Шостакович разработва хибриден стил, съчетавайки в работата си разнообразни музикални техники. Музиката му се характеризира с остри контрасти, елементи на гротеска и амбивалентна тоналност. Той е и силно повлиян от неокласическия стил, популяризиран от Игор Стравински, както и, особено в симфониите си, от късния романтизъм, свързван с Густав Малер.
Оркестралните произведения на Шостакович включват 15 симфонии и 6 концерта. Неговата музика за камерни ансамбли включва 15 струнни квартета, пиано квинтет и 2 пиано триа, както и 2 пиеси за струнен октет. За пиано композира 2 солови сонати, ранен набор от прелюдии, а по-късно и набор от 24 прелюдии и фуги. Автор е също на 3 опери, няколко цикъла песни, балети и значително количество филмова музика. Особено популярни са сюитите му, основани на музиката към филмите „Първият ешелон“ и „Стършел“.

## Биография

### Произход и детство
Дмитрий Шостакович е роден в Санкт Петербург на 25 септември (12 септември стар стил) 1906 година като второто от трите деца на Дмитрий Болеславович Шостакович (1875 – 1922) и съпругата му София Кокулина (1878 – 1955).
Прадядо му по бащина линия е поляк, заточен след Полското въстание от 1830 година в Урал. Дядо му участва в организацията „Земя и воля“ и през 1866 година е осъден по дело за един от атентатите срещу император Александър I. Заточен в Томск и Нарим, след освобождаването си се занимава с банкова дейност в Иркутск. Бащата на композитора е роден в Нарим, но завършва Санктпетербургския университет през 1899 година и остава да работи в столицата като инженер в Бюрото за мерки и теглилки. През 1903 година се жени за София Кокулина, рускиня, която също е дошла в града от Сибир, за да учи пиано в Санктпетербургската консерватория.
През 1915 година Дмитрий Дмитриевич Шостакович е записан в търговска гимназия в Санкт Петербург. По това време, след посещение на постановка на операта „Приказка за цар Салтан“ на Николай Римски-Корсаков, за пръв път проявява желание да се занимава сериозно с музика. Първите си уроци по пиано получава от своята майка, а няколко месеца по-късно започва да посещава частната музикална школа на Игнатий Глясер. Прави впечатление със способността си бързо да запомня музиката от един урок и да я свири по памет на следващия. През 1918 година пише сам погребален марш в памет на двама лидери на Конституционно-демократическата партия, убити от болшевиките. По това време напуска школата на Глясер, който не успява да отговори на интереса му към композирането.
През лятото на 1919 година Дмитрий Шостакович представя свои композиции пред Александър Глазунов, който оценява композиторските му заложби. През есента тринадесетгодишният Дмитрий е приет в Петроградската консерватория, ръководена по това време от Глазунов, който следи отблизо напредъка му. Шостакович учи пиано при Леонид Николаев (след година в класа на Елена Розанова), композиция при Максимилиан Щайнберг и контрапункт и фуга при Николай Соколов. Посещава и курса по история на музиката на Александър Осовски. Щайнберг се опитва да насочи Шостакович по пътя на големите руски композитори, но остава разочарован, смятайки, че той „пилее таланта си“ като имитира Игор Стравински и Сергей Прокофиев. От 1920 година Шостакович е редовен участник в музикалния кръжок на Анна Фогт, където се сближава с композиторите Борис Асафиев и Владимир Шчербачов и диригента Николай Малко.
През 1922 година умира бащата на Шостакович и семейството му изпада в тежки материални затруднения. Няколко месеца по-късно самият той едва преживява тежка операция. През този период голяма помощ му оказва Александър Глазунов, който успява да му издейства персонална стипендия.
По време на следването си в консерваторията Шостакович страда и от липсата на политически ентусиазъм и първоначално се проваля на изпита по марксизъм през 1926 година. Дипломната му работа става неговата Симфония № 1, която е и първото му значително музикално постижение. Нейното първо изпълнение е на 12 май 1926 година, дата, която по-късно композиторът отбелязва като свой рожден ден.

### Първи постижения в музикалната кариера
След дипломирането си Шостакович първоначално започва да работи като концертиращ пианист и композитор, но сухият му стил на изпълнение често остава неоценен. Все пак той получава „почетно споменаване“ на първия Международен конкурс за пианисти „Фредерик Шопен“ във Варшава през 1927 година. Самият той обяснява разочароващото си представяне с болки от апендицит и със съставеното изцяло от поляци жури. След конкурса Шостакович се среща с германския диригент Бруно Валтер, който е толкова впечатлен от Симфония № 1, че я дирижира на премиерата ѝ в Берлин по-късно през същата година. Впечатлен е и Леополд Стоковски, който през следващата година поставя симфонията във Филаделфия и дирижира нейния първи аудиозапис.
След международния успех на Симфония № 1 Шостакович се концентрира върху композирането и не след дълго ограничава концертните си изпълнения главно до свои собствени работи. През 1927 година пише своята Симфония № 2 „На Октомври“, завършваща с грандиозен просъветски хорален финал. Поради своя експериментален характер тя, както и следващата Симфония № 3, не получава същото ентусиазирано одобрение на критиката, като Симфония № 1.
От 1927 година датира и запознанството на Дмитрий Шостакович с критика Иван Солертински, който остава негов най-близък приятел до смъртта си през 1944 година. Солертински го запознава с музиката на Густав Малер, който оказва силно влияние върху работата на Шостакович от неговата Симфония № 4 нататък. През 1928 година се запознава с известния режисьор Всеволод Мейерхолд и за кратко работи като пианист и завеждащ музикалната част в неговия театър в Москва.
Докато композира Симфония №2, Шостакович започва да работи и върху сатиричната опера „Нос“ („Нос“) по едноименния разказ на Николай Гогол. През юни 1929 година, въпреки желанието на самия автор, операта е показана пред публика, след което е подложена на жестока критика от казионната Руска асоциация на пролетарските музиканти. Официалната премиера на 18 януари 1930 година предизвиква отрицателни отзиви и масово неразбиране в музикалните среди.
През 1930 – 1933 година Дмитрий Шостакович е на щат в ленинградския Театър на работническата младеж. Макар да не върши много работа на този пост, той го предпазва от потенциални идеологически нападки. През този период той работи главно върху своята опера „Лейди Макбет от Мценска околия“ („Леди Макбет Мценского уезда“), която е показана на сцена за пръв път през 1934 година. Операта има успех сред публиката и е посрещната одобрително от официалната критика, която я описва като „резултат на общия успех на социалистическото строителство, на правилната политика на Партията“ и като опера, която „може да бъде написана само от съветски композитор, израснал в най-добрите традиции на съветската култура“.
През 1932 година Шостакович се жени за първата си съпруга Нина Варзар (1909 – 1954). Първоначалните трудности в брака им водят до развод през 1935 година, но малко по-късно двамата се женят отново, тъй като Нина е бременна с първото им дете. Нина Варзар учи астрофизика при известния учен Абрам Йофе, но се отказва от научната си кариера и става домакиня.

### Големият терор и Втората световна война
През 1936 година Дмитрий Шостакович внезапно изпада в немилост пред официалните власти. Годината започва с поредица нападки срещу него в официоза на комунистическата партия „Правда“, чиято кулминация е редакционна статия под заглавието „Мътилка вместо музика“. В този момент Шостакович се намира в Архангелск на концертно турне. Два дни преди публикацията на статията на 28 януари негов приятел му дава съвет да посети представлението на „Лейди Макбет“ в „Болшой театър“. При пристигането си авторът заварва там лично диктатора Йосиф Сталин с други членове на Политбюро. В писма до своя приятел Иван Солертински Шостакович описва ужаса, с който наблюдава как Сталин потръпва всеки път, когато духовите и ударните свирят твърде силно. Също толкова плашещ е и начинът, по който Сталин и компанията му се смеят на любовната сцена между Сергей и Катерина. Очевидци свидетелстват, че Шостакович е „бял като платно“, когато излиза да се поклони на сцената след третото действие.
Статията в „Правда“ заклеймява „Лейди Макбет“ като формалистична, „груба, примитивна и вулгарна“. В следващите седмици дори критици, които преди това са хвалили операта, сега са принудени да се разкайват публично, че не са успели да забележат нейните недостатъци, посочени от „Правда“. Малко след „Мътилка вместо музика“ „Правда“ публикува нова статия, критикуваща балета на Шостакович „Светъл ручей“, въпреки че преди това той е определян от критиката като „демократичен“, т.е. мелодичен и достъпен за широката публика. Според „Правда“ балетът представя неправилно селския живот в колхозите.
При излизането на статиите в „Правда“ Дмитрий Шостакович работи върху своята Симфония № 4. Тя отбелязва промяна в стила на композитора, дължаща се на значително влияние от Густав Малер и усвояване на редица елементи на западния стил, която му създава творчески затруднения. Въпреки критичните статии, той продължава да работи по симфонията и планира тя да бъде представена пред публика в края на 1936 година. Репетициите започват през декември, но малко по-късно композиторът се отказва от представянето, по неизяснени и до днес причини. Според негови приятели и колеги, като Исак Гликман, постановката е на практика забранена от властите, които убеждават автора да представи забраната като доброволен отказ. Въпреки това Шостакович не се отрича от произведението си, което запазва номера си сред неговите симфонии. Редуциран аранжимент за пиано е публикуван през 1946 година, а цялата симфония е поставена през 1961 година, дълго след смъртта на Сталин.
В по-широк план през 1936 година в Съветския съюз започва Големият терор, при който много приятели и близки на композитора са арестувани или убити. Сред тях са неговия покровител маршал Михаил Тухачевски (застрелян месеци след ареста), зет му физикът Всеволод Фредерикс (освободен години по-късно, но починал на път за дома), близкият му приятел и музиколог Николай Жиляев (застрелян малко след ареста), тъща му астрономката София Варзар (изпратена в лагер), приятелката му Галина Серебрякова (изпратена в лагер), чичо му Максим Кострикин (загинал) и колегите му Борис Корнилов (осъден на смърт и екзекутиран) и Адриан Пиотровски (застрелян след ареста). Единствената му утеха през този период е раждането на дъщеря му Галина през 1936 година и на сина му Максим две години по-късно.
През 1936 и 1937 година, опитвайки се да не се набива на очи между своите Четвърта и Пета симфонии, Шостакович композира главно филмова музика – жанр, харесван от Сталин, и обикновено лишен от потенциално опасни прояви на лични възгледи.
Отговорът на Шостакович на критиките към него става Симфония № 5, която в музикално отношение е много по-консервативна от предходните му работи. Нейната премиера на 21 ноември 1937 година в Ленинград се превръща в голям успех, довеждайки мнозина слушатели до сълзи и бурни емоции. В приписваната на Шостакович мемоарна книга „Свидетелство“ той казва: „Никога няма да повярвам, че човек, който не разбира нищо, би могъл да почувства Пета симфония. Разбира се, че те разбираха, разбираха какво се случва около тях и разбираха за какво се отнася Петата.“
Успехът на Пета симфония възстановява положението на Шостакович – както музикалните критици, така и властите, включително мнозина, които доскоро го обвиняват във формализъм, обявяват, че той се е поучил от грешките си и е станал истински съветски човек на изкуството. В статия, публикувана от името на Шостакович, Пета симфония е определена като „творчески отговор на един съветски човек на изкуството към справедливата критика“. Композиторът Дмитрий Кабалевски, който публично се разграничава от Шостакович след критичната статия на „Правда“, сега оценява високо Пета симфония и поздравява автора ѝ за това, че „не се е поддал на изкушенията на своите предишни грешки“.
По онова време Дмитрий Шостакович композира и първия от своите струнни квартети. Камерната музика му дава възможност да експериментира и да проявява своите идеи по-свободно, отколкото в получаващите широк обществен отзвук симфонични произведения. През септември 1937 година той започва да преподава композиция в Ленинградската консерватория, което му дава известна финансова сигурност, но и затруднява творческата му дейност. Въпреки това през 1939 година става редовен професор в консерваторията. През ноември е представена неговата Шеста симфония.
В навечерието на съветското нашествие във Финландия в края на 1939 година Андрей Жданов, местният комунистически лидер в Ленинград, възлага на Шостакович композиция, която да се изпълнява при парада след влизането на Червената армия в Хелзинки. За няколко дни композиторът пише „Сюита на фински теми“, но настъплението на съветските войски е спряно и Хелзинки така и не е превзет. Сюитата не е включвана в списъците с произведения на Шостакович и е изпълнена за пръв път през 2001 година.
В началото на Съветско-германската война, започнала през лятото на 1941 година, Шостакович остава в Ленинград. Той се опитва да се запише като доброволец в армията, но е отхвърлен, заради лошото си зрение. Включва се в доброволната пожарникарска група на Ленинградската консерватория и участва в пропагандни радиопредавания и публикации в печата.
Най-известното военновременно произведение на Дмитрий Шостакович е неговата Седма симфония, наречена „Ленинградска“. Пише първите 3 действия в обсадения Ленинград и довършва произведението в Куйбишев (днес Самара), където е евакуиран със семейството си през октомври 1941 година. Остава неясно дали Шостакович наистина замисля симфонията във връзка с Ленинградската блокада, но тя е обявена официално за изобразяваща смелата съпротива на народа на Ленинград срещу германските нашественици и автентична проява на патриотизъм във време, когато нацията има нужда от повдигане на духа. Седма симфония е представена за пръв път от оркестъра на „Болшой театър“ в Куйбишев на 5 март 1942 година, а малко след това е поставена и в Лондон и Съединените щати. Най-драматичната постановка е ленинградската премиера на симфонията от Оркестъра на радиото в обсадения град на 9 август – тъй като в оркестъра са останали само четиринадесет музиканти, диригентът Карл Елиасберг го попълва с любители, които могат да свирят на липсващите музикални инструменти. За това произведение композиторът получава Сталинска награда.
През пролетта на 1943 година Шостакович се премества от Куйбишев в Москва. Към края на годината, при премиерата на Осма симфония, посветена на Евгений Мравински, обратът в хода на войната е видим и публиката, а най-вече властите, очакват от композитора нова триумфална композиция. Вместо това Осма симфония е вероятно най-мрачното и яростно произведение в творчеството на Шостакович. Отчитайки популярността му в страната и сред Съюзниците, режимът нарича симфонията „Сталинградска“, приписвайки настроението ѝ на траур по жертвите на кръвопролитната Сталинградска битка. Въпреки това авторът е подложен на критика, като по думите му симфонията е открито определяна като контрареволюционна и антисъветска с изявления, като: „Защо Шостакович написа оптимистична симфония в началото на войната, а трагична сега. В началото ние отстъпвахме, а сега настъпваме, унищожавайки фашистите. А Шостакович е трагичен, това означава, че е на страната на фашистите.“ Симфонията не е официално забранена, но на практика не се изпълнява до 1956 година.
Следващата Симфония № 9, точно обратното, е с много леко настроение. Композиторът Гавриил Попов я определя като „бляскава в своята радост от живота, веселие, великолепие и изразителност“. През 1946 година обаче и това става причина за критики. Критикът Израил Нестев задава въпроса дали времето е подходящо за „лека и забавна интерлюдия между значимите творби на Шостакович, временно отхвърляне на големите, сериозни проблеми за сметка на игриви, филигранни дреболии“. Американският вестник „Ню Йорк Уърлд-Телеграм“ също излиза с отрицателен отзив: „Руският композитор не трябваше да изразява чувствата си за поражението на нацизма по толкова детински начин“. Шостакович продължава да композира камерна музика, като най-значимо през този период е Трио за пиано № 2, посветено на паметта на Солертински, и завършващо с горчив „танц на смъртта“ с еврейски фолклорни мотиви.
От пристигането си в Москва до 1948 година Шостакович е професор по композиция и инструментация в Московската консерватория. При него се обучават музиканти като Вадим Биберган, Револ Бунин, Ахмед Хаджиев, Герман Галинин, Орест Евлахов, Кара Абулфаз оглу Карайев, Георгий Свиридов, Борис Тишченко, Карен Хачатурян, Борис Чайковски.

### Отново в немилост
През 1948 година Дмитрий Шостакович, наред с други известни композитори, като Сергей Прокофиев и Арам Хачатурян, отново е обвинен в „буржоазен формализъм“, „декадентство“ и „подмазване на Запада“. Андрей Жданов, вече секретар на Централния комитет на Комунистическата партия, им отправя нападки за създаването на неподходяща и формалистична музика. Това е част от цяла кампания за изкореняване на западното влияние в музиката, обявявано за „неруско“. Централният комитет излиза с официална позиция срещу операта на Вано Мурадели „Великата дружба“, която е адресирана към всички съветски композитори и изисква от тях да пишат само „пролетарска“ музика за масите. Критикуваните композитори, сред които и Шостакович, са привикани да поднасят публични извинения пред Централния комитет.
Решението на Централния комитет е последвано от административни мерки срещу засегнатите композитори. Повечето произведения на Шостакович са забранени и всички привилегии за семейството му са отменени. Той е обявен за професионално непригоден, лишен е от професорската титла и е уволнен от Консерваторията, което го лишава от редовни доходи. Според режисьора Юрий Любимов по това време „той чака ареста си нощем на площадката пред асансьора, за да не бъде засегнато поне семейството му“.
През лятото на 1948 година, като продължение на публичната самокритика, която си прави пред Съюза на композиторите, Шостакович започва композирането на песенния цикъл „Из еврейската народна поезия“, надявайки се, че с по-достъпни, базирани на фолклора, композиции по-лесно ще постигне политическа реабилитация. През декември обаче, когато цикълът е завършен, режимът вече провежда антисемитска кампания с масови арести, които засягат Добрушин и Идицки, съставителите на сборника с текстове, използван от Шостакович. „Из еврейската народна поезия“, както и други композиции, като Концерт за цигулка № 1, са представени пред публика едва в средата на 50-те години, след смъртта на Йосиф Сталин.
Ограниченията върху музиката на Шостакович и върху условията му на живот са разхлабени през 1949 година, когато Сталин решава да изпрати съветски представители на Културния и научен конгрес за световен мир в Ню Йорк и композиторът е включен в делегацията. За него пътуването се превръща в унизително преживяване, кулминация на което е пресконференция, на която трябва да прочете предварително написан текст. Според присъствалия Николай Набоков Шостакович започва да чете „с нервен и треперещ глас“, след което спира и речта е довършена на английски от записан предварително говорител. След като получава утвърдителен отговор на въпроса си дали подкрепя публичното отричане на музиката на Игор Стравински, Набоков пише, че Шостакович показва, че „не е свободен човек, а послушен инструмент на своето правителство“. През същата година Шостакович композира ораторията „Песен за горите“, в която прославя Сталин като „велик градинар“. През 1950 година участва в журито на музикален конкурс в Лайпциг и, вдъхновен от атмосферата на града и живелия в него Йохан Себастиан Бах, започва да композира „24 прелюдии и фуги“ за пиано. През 1951 година става депутат в парламента на Руската съветска федеративна социалистическа република.
Смъртта на Сталин през 1953 година е решаваща за връщането на Дмитрий Шостакович към активна творческа работа. За това свидетелства неговата Десета симфония, съдържаща множество музикални цитати и кодове, за чието значение още се спори, а яростното второ действие изглежда представлява музикален портрет на самия Сталин. Симфонията, наред с Петата и Седмата, е сред най-популярните произведения на композитора. През 1953 година са показани пред публика за пръв път и редица писани през предходните години композиции. През 1954 година получава от правителството званието „народен артист на СССР“.
През този период Шостакович има близки връзки с две свои ученички – Галина Устволская и Елмира Назирова. Това става на фона на отворения му първи брак с Нина Варзар, продължил до нейната смърт през 1954 година. Той преподава на Устволская от 1937 до 1947 година. Характерът на отношенията им е неясен – Мстислав Ростропович ги описва като „нежни“, а след смъртта на Нина, Устволская отхвърля предложението на Шостакович за брак. Отношението към Назирова изглежда е еднопосочно, изразено главно в негови писма до нея в периода 1953 – 1956 година. През 1956 година Шостакович се жени за комсомолската функционерка Маргарита Кайнова, но двамата не се разбират и се развеждат три години по-късно.

### Размразяването
В годините на Размразяването заменилият Сталин съветски диктатор Никита Хрушчов се стреми да получи подкрепата на водещи фигури на съветската интелигенция, което се отразява и на положението на Дмитрий Шостакович. Той получава предложение да оглави казионния Съюз на композиторите – тази позиция изисква членство в Комунистическата партия на Съветския съюз, поради които той бързо става и партиен член. Това действие е разглеждано по различен начин от изследователите – като демонстрация на солидарност с новата политика на относителна либерализация след смъртта на Сталин, като проява на страхливост, като резултат от политически натиск или като свободно решение. Според сина на композитора, тези събития го довеждат до сълзи, тъй като се чувства изнудван, за да приеме. Музикологът и негов приятел Лев Лебедински дори твърди, че Шостакович е обмислял самоубийство. След като става партиен член, официозът „Правда“ публикува под негово име няколко статии, осъждащи „индивидуализма“ в музиката.
През 1957 година Шостакович пише Единайсета симфония, посветена на Революцията от 1905 година, която е построена върху мелодии от революционните песни, опирайки се на музикалната традиция в историческите филми от 1930-те години, както и на произведението „Десет поеми“ за хор върху текст на руски революционни поети. По същото време той се посвещава на писането на произведение, посветено на Ленин, което е обещал по-рано. Дванайсета симфония, която описва Октомврийската революция и е завършена през 1961 година, е посветена на Ленин и има подзаглавие „1917-а година“. Въпреки отчетливата си пропагандна насоченост, Дванадесета симфония не получава гръмки похвали от режима и, за разлика от Единадесетата, не е удостоена с официални награди. По това време и здравето на композитора започва да се влошава.
Музикалният отговор на Шостакович на тези лични кризи е Осми струнен квартет, композиран само за три дни. Подзаглавието му е „На жертвите на фашизма и войната“, изглежда в памет на бомбардировките на Дрезден през 1945 година. В същото време, подобно на Десета симфония, квартетът включва цитати от предишни произведения и неговия музикален монограм. Шостакович споделя със своя приятел Исак Гликман: „Започнах да мисля, че ако някой ден умра, вероятно никой няма да напише произведение в моя памет, така че по-добре да го направя сам“. Колеги на Шостакович, сред които Наталия Вовси-Михоелс и челиста Валентин Берлински, също говорят за автобиографичния замисъл на квартета. Питър Рабиновиц открива в него препратки към „Метаморфози“ на Рихард Щраус.
През 1962 година Дмитрий Шостакович се жени за трети път, за Ирина Супинска, редактор в издателството „Съветски композитор“. В писмо до Гликман той пише: „Единственият ѝ недостатък е, че е на 27 години. Във всички други отношения тя е блестяща: умна, весела, пряма и много приятна“. Според Галина Вишневская, която познава добре Шостакович, този брак е много щастлив: „Едва с нея Дмитрий Дмитриевич най-накрая постигна домашно спокойствие... Тя със сигурност удължи живота му с няколко години.“
По това време, заедно с Генадий Рождественски, Мстислав Ростропович, Давид Ойстрах, Галина Вишневская и други известни съветски музиканти, Шостакович посещава Единбургския фестивал, чиято програма е съставена главно от негови произведения. През ноември 1962 година той прави единствения си опит за дирижиране, при представянето на няколко свои произведения в Горки. По принцип Шостакович отказва да дирижира, позовавайки се на изнервеността и лошото си здраве.
През същата година Шостакович отново се връща към темата за антисемитизма със своята Тринайсета симфония, озаглавена „Бабий Яр“. Тя включва няколко стихотворения от Евгений Евтушенко, първото от които в памет на избитите през Втората световна война украински евреи. Спорно е доколко това е свързано с политически риск – стихотворението е публикувано в съветски издания и не е забранено, но остава противоречиво. След премиерата на симфонията Евтушенко е принуден да добави към стихотворението си куплет, според който руснаци и украинци умират наред с евреите при клането в Бабий Яр.
През 1965 година Шостакович се обявява публично в защита на поета Йосиф Бродски, който е осъден на пет години каторга, като подписва открито писмо, заедно с Корней Чуковски, Анна Ахматова, Самуил Маршак и Жан-Пол Сартр. В резултат на протестите присъдата е отменена и Бродски се връща в Ленинград.

### Последни години
В последните години от живота си Дмитрий Шостакович страда от постоянно влошено здраве. Още от 1958 година той се оплаква от отслабване на дясната ръка, което го принуждава да се откаже от свиренето на пиано, а през 1965 година е диагностициран с полиомиелит. През следващата година получава инфаркт, който се повтаря през 1971 година, а междувременно претърпява няколко падания, при които чупи двата си крака. През 1970 – 1971 година прекарва няколко продължителни периода на лечение в ортопедичен център в Курган.
Вниманието към собствената му тленност се отразява в последните работи на Шостакович, сред които са последните му квартети и Четиринайсета симфония от 1969 година (песенен цикъл, базиран на поредица стихотворения, чиято тема е смъртта). В тази симфония той използва екстремен музикален език, насищайки я с дванайсеттонови теми и плътна полифония. Композицията е посветена на неговия приятел Бенджамин Бритън, който дирижира нейната западна премиера. В контраст с нея, Петнайсета симфония от 1971 година е мелодична и с ретроспективен характер, включваща цитати от Рихард Вагнер, Джоакино Росини и собствената му Четвърта симфония.
Последното произведение на Дмитрий Шостакович е неговата „Соната за виола“, изпълнена за пръв път на 1 октомври 1975 година, два месеца след смъртта му.
Дмитрий Шостакович умира от рак на белия дроб на 9 август 1975 година в Москва. Погребан е в московското Новодевическо гробище.

## Творчество

### Общ преглед
Произведенията на Дмитрий Шостакович са като цяло тонални и в традицията на Романтизма, но с елементи на атоналност и хроматизъм. В някои по-късни работи, например Дванадесети струнен квартет, той използва и тонални серии. Основни за творчеството му са циклите от симфонии и струнни квартети, всеки съдържащ по петнадесет композиции. Симфониите са разпределени относително равномерно през цялата кариера на композитора, докато квартетите се концентрират в нейната последна част. Сред най-популярните са Пета и Седма симфония и Осми и Петнадесети струнен квартет. Сред другите му работи са оперите „Лейди Макбет от Мценска околия“ и „Нос“, шест концерта (по два за пиано, цигулка и виолончело), две триа за пиано и значително количество филмова музика.
Творчеството на Шостакович е повлияно от много от композиторите, от които той се възхищава – Йохан Себастиан Бах в неговите фуги и пасакалии, Лудвиг ван Бетховен в късните квартети, Густав Малер в симфониите и Албан Берг в използването на музикални кодове и цитати. Сред руските композитори той особено харесва Модест Мусоргски, чиито опери „Борис Годунов“ и „Хованщина“ преоркестрира. Влиянието на Мусоргски е най-забележимо в зимните сцени на „Лейди Макбет“ и в Единайсета симфония, както и в сатиричните му творби, като „Антиформалистически райок“. Влиянието на Сергей Прокофиев се проявява най-вече в ранните композиции за пиано, като Първа соната и Първи концерт за пиано. Акапелните хорови композиции от 1950-те години са повлияни от руската църковна и фолклорна музика.
Отношението на Дмитрий Шостакович към Игор Стравински е противоречиво – както пише на Гликман: „Стравински композитора боготворя. Стравински мислителя презирам.“ Той особено цени „Симфония от псалми“, като при посещението на Стравински в Русия през 1962 година му подарява своя преработка за пиано. Срещата между двамата обаче не е много успешна, като наблюдатели отбелязват крайната нервност на Шостакович и неприязненото отношение на Стравински към него.
Много коментатори отбелязват разграничението между експерименталните произведения от времето преди осъждането на Шостакович през 1936 година и по-консервативните в следващия период. Композиторът казва чрез Флора Литвинова: „без „партийните насоки“... бих показал повече блясък, бих използвал повече сарказъм, бих могъл да разкрия свободно идеите си, вместо да прибягвам до камуфлаж“. Статии, публикувани от него през 1934 и 1935 година, посочват Албан Берг, Арнолд Шьонберг, Ернст Кренек, Паул Хиндемит „и особено Стравински“, като оказали влияние върху него. Ключови произведения от ранния период са Първа симфония, която съчетава академизма на консерваторията с прогресивни елементи, оперите „Нос“ („най-безкомпромисно модернистичната от всички негови сценични работи“) и „Лейди Макбет от Мценска околия“, която става повод за изпадането му в немилост, и Четвърта симфония, определяна като „колосален синтез на музикалното развитие на Шостакович до този момент“. Четвърта симфония е и първата, в която става видимо влиянието на Густав Малер, показвайки пътя, по който авторът ще се опита да си осигури политическа реабилитация.
След 1936 година симфоничните композиции на Дмитрий Шостакович са отчетливо консервативни в музикално отношение, независимо от присъствието понякога на скрита политическа критика. През този период той все повече се ориентира към камерни творби, които му дават възможност да разработва различни и често мрачни идеи без да привлича нежелано внимание. Макар камерните му произведения да са като цяло тонални, те позволяват на Шостакович да изразява мрачни размисли, които не се приемат добре в по-публичните му композиции. Това е най-забележимо в късните камерни произведения, в някои от които той включва тонални серии, макар да ги третира като мелодични теми. Вокалните композиции също заемат важно място в късното му творчество, като текстовете често са свързани с любовта, смъртта и изкуството.
Влиянието на Модест Мусоргски намира отражение и в други произведения на Шостакович: в епичната широта на вокално-симфоничната му поема „Екзекуцията на Степан Разин“ (1964; по текст на Евгений Евтушенко), в разкриването на темата за „малкия човек“ във вокалния цикъл „Из еврейската народна поезия“ (1948). Шостакович извършва оркестровата си редакция на оперите „Борис Годунов“ (1940) и „Хованщина“ (1959), както и на вокалния цикъл „Песни и танци на смъртта“ (1962).
Значителни събития в съветския музикален живот стават появата на няколко концерти за пиано, за цигулка, за виолончело с оркесър и много камерни произведения на Шостакович: клавирен квинтет, трио в памет на И. И. Солертински, 15 струнни квартета, 24 прелюдии и фуги за пиано (последните са първият подобен цикъл в руската музика), цикъл от романси върху текстове на Александър Пушкин, Александър Блок, Марина Цветаева, Микеланджело Буонароти.

### Еврейска тематика
Още преди Сталиновите антисемитски кампании от края на 40-те и началото на 50-те години Шостакович проявява интерес към еврейската тематика. Той е заинтригуван от характерното за еврейската фолклорна музика „изграждане на радостна мелодия върху тъжни интонации“. Интересът му към темата се засилва, след като през 1946 година се запознава с труда на Мойсей Береговски за еврейската фолклорна музика. Сред произведенията му, включващи еврейски мотиви са Четвърти струнен квартет (1949), Първи концерт за цигулка (1948) и „Четири монолога върху Пушкинови поеми“ (1952), както и Трио за пиано № 2 (1944).
През 1948 година Шостакович се сдобива със сборник еврейски народни песни, на чиято основа композира песенния цикъл „Из еврейската народна поезия“. Първоначално той пише осем песни, които трябва да покажат трудностите за евреите в Съветския съюз. За да смекчи ефекта, той добавя още три песни с по-оптимистични мотиви. Въпреки усилията му да прикрие първоначалните си намерения, през 1949 година, в разгара на поредната антисемитска кампания на режима, казионният Съюз на композиторите отказва да одобри цикъла. „Из еврейската народна поезия“, наред с други забранени композиции, е изпълнен за пръв път пред публика едва след смъртта на Йосиф Сталин през 1953 година.

### Автоцитати
В много от своите композиции Шостакович умишлено използва музикални цитати. Този стилистичен похват не е необичаен и при по-ранни композитори, но той го развива в една от определящите характеристики на своята музика. Вместо да цитира други композитори, Шостакович предпочита да използва цитати от собствени работи. Редица негови композиции се свързват от изследователите една с друга чрез използваните в тях цитати.
Пример за този похват е основната тема в арията на Катерина в четвърто действие на „Лейди Макбет от Мценска околия“, която акомпанира героинята при нейната среща с любовника ѝ Сергей. Красотата на арията е като свеж полъх в тежкото настроение на сцената. Мотивът се свързва добре с диалога при посещението на Катерина при любовника ѝ в затвора. Темата става трагична, когато Сергей ѝ изневерява, като си намира нова любовница и обвинява Катерина за затварянето си.
Над четвърт век по-късно Шостакович цитира тази тема в своя Осми струнен квартет. В общата потисната и мрачна атмосфера на тази композиция, единственият по-лек и жизнерадостен момент е въвеждането от виолончелото на темата на Сергей към третата минута на четвъртата част.
Същата тема се появява отново в Четиринайсети струнен квартет. Както и в Осми квартет, тя е въведена от виолончелото, но с напълно различна цел. Последният от квартетите на Шостакович е написан в памет на дългогодишния виолончелист на Струнен квартет „Бетховен“ Сергей Ширински. Вместо да отразява настроението на първоначалната тема, тук цитатът служи като посвещение на Ширински.

### Посмъртни публикации
През 2004 година музиколожката Олга Дигонска открива в Централния държавен музей на музикалната култура „Глинка“ в Москва неизвестни дотогава ръкописи на Шостакович, около 300 страници музикални ескизи, пиеси и партитури, писани от самия композитор. Според нея приятел на Шостакович подкупва неговата прислужница да му предава изхвърляни от композитора отпадъци и част от тях в крайна сметка попадат в музея „Глинка“. Откритият архив съдържа голям брой пиеси и композиции, напълно неизвестни дотогава или познати по непреки сведения.
Сред откритите ръкописи са ескизи за пиано и вокални партии, предназначени за пролога на планираната опера „Оранго“ (1932). Те са оркестрирани от британския композитор Джерард Макбърни и са представени през декември 2011 година от Лосанджелиската филхармония.

### Критика
Съвременници и по-късни изследователи имат противоречиви мнения за творчеството на Дмитрий Шостакович – за едни то се отличава оригиналност и „визионерска сила“, докато за други то е неоригинално, недостатъчно извисено и изпразнено от съдържание. Британският композитор Уилям Уолтън определя Шостакович като „най-великият композитор на XX век“. Музикологът Дейвид Фанинг заключава в речника „Гроув“, че „между противопоставящите се напрежения на официалните изисквания, масовите страдания на неговите сънародници и личните му идеали за служба на човечеството и обществото, той съумява да създаде музикален език с колосална емоционална сила“.
Някои модерни композитори са по-критични. Пиер Буле отхвърля музиката на Шостакович като „втора или дори трета преса на Малер“. Филип Гершкович дори го нарича „халтурчик в транс“. Свързана е критиката, че стилът на Шостакович е вулгарен и рязък – Игор Стравински пише за „Лейди Макбет“: „грубо натрапчива... и монотонна“. Робин Холоуей описва музиката му: „сива като боен кораб в мелодията и хармонията, функционална като завод в структурата; в съдържанието – само реторика и принуда“.

### Основни произведения
- 15 симфонии
- Оперите: „Нос“ (1928), „Лейди Макбет от Мценска околия“ („Катерина Измайлова“) (1932), „Играчи“
- Балети: „Златният век“ (1930), „Болт“ (1931), „Светлият ручей“ (1935)
- 15 струнни квартета
- Квинтет за пиано и струнни
- Оратория „Песен за горите“
- Кантата „Екзекуцията на Степан Разин“
- Концерти и сонати за различни инструменти
- Романси и песни за глас с пиано или симфоничен оркестър
- Оперета „Москва, Черьомушки“
- Музика за филми

## Характер и възгледи
В много отношения Дмитрий Шостакович има обсесивен характер – според неговата дъщеря той е вманиачен към чистотата. Той постоянно сверява часовниците в апартамента си и редовно си изпраща сам пощенски картички, за да проверява надеждността на пощите. Множество познати отбелязват неговата нервност – така Михаил Друскин казва, че още като младеж композиторът е „крехък и нервно подвижен“, според Юрий Любимов „фактът, че беше по-уязвим и чувствителен от останалите хора беше без съмнение важна част от неговия гений“, а за последните години от живота му Кшищоф Мейер си спомня, че „лицето му беше куп тикове и гримаси.
При по-добрите настроения на Шостакович спортът е сред основните му забавления, макар че предпочита да наблюдава или реферира (той е квалифициран футболен съдия), пред това да се състезава. Любимият му футболен отбор е „Зенит“ и той следи редовно неговите мачове. Освен това обича игри с карти, особено пасианс. Харесва сатирични писатели, като Николай Гогол, Антон Чехов и Михаил Зошченко. Влиянието на Зошченко е особено забележимо в писмата му, включващи жлъчни пародии на съветския бюрократичен жаргон. Зошченко, от своя страна, отбелязва противоречията в характера на композитора: „той е... крехък, раним, затворен, едно безкрайно прямо, истинско дете... [но също] твърд, язвителен, крайно интелигентен, силен може би, деспотичен и не изцяло добър (макар и в основата си добър)“.
Шостакович е стеснителен по природа – според Флора Литвинова той е „напълно неспособен да каже „не“ на когото и да е“. Така той лесно е убеждаван да подписва различни официални изявления, включително осъждането на Андрей Сахаров през 1973 година, в което вдовицата му по-късно твърди, че е включен без негово съгласие. От друга страна Шостакович непрекъснато се опитва да съдейства на колеги и избиратели в качеството си на ръководител на Съюза на композиторите и на депутат във Върховния съвет. Според Олег Прокофиев, „той се опитваше да помогне на толкова много хора, че... на молбите му се обръщаше все по-малко внимание.“
Запитан дали вярва в Бог, Шостакович отговаря: „Не и много съжалявам за това“.

## Отношение към режима
Отношението на Дмитрий Шостакович към тоталитарния режим в Съветския съюз е предмет на спорове. Въпреки отделни периоди, в които е критикуван от властите, публично той винаги се придържа към официалните политики и позиции, произнася речи и подписва статии, изразяващи официалната линия. В същото време той явно не одобрява много страни на режима, за което свидетелстват неговите близки, кореспонденцията му с Исак Гликман, както и сатиричната кантата „Антиформалистически райок“, осмиваща кампанията срещу „формализма“ и останала скрита до смъртта му.
Спорове предизвиква и въпросът, доколко Шостакович е изразявал прикрита критика към режима в своето творчество. Началото на тази дискусия е поставена от публикуваната през 1979 година от Соломон Волков в Съединените щати книга „Свидетелство“, която според Волков съдържа записани от самия него спомени на композитора. Според книгата много от произведенията на Шостакович съдържат прикрити антиправителствени послания във вид на музикални цитати и мотиви, като срещащия се в няколко композиции музикален подпис на автора DSCH. Автори като Иън Макдоналд също правят подобни интерпретации на музикалното му творчество, а за критичното му отношение към режима свидетелстват и много познати на композитора. Този възглед се поддържа и от децата на Шостакович, Максим и Галина, въпреки че през 1981 година Максим Шостакович заявява, че баща му не е действителен автор на „Свидетелство“. Автентичността на „Свидетелство“ се оспорва и от други изследователи.

## Наследство
Много от руските съвременници и ученици на Дмитрий Шостакович от Ленинградската консерватория са силно повлияни от стила му. Сред тях са Герман Окунев, Борис Тишченко, чиято Симфония №5 от 1978 година е посветена на Шостакович, Сергей Слонимски и други.
Музикалното влияние на Шостакович върху по-късните композитори извън Съветския съюз е относително слабо, макар че Алфред Шнитке заимства неговия еклектизъм и контрастите между динамично и статично, а част от музиката на Андре Превин показва ясни връзки със стила на Шостакович в оркестрацията. Влиянието му е видимо и при някои северноевропейски композитори, като Ларс-Ерик Ларсон.
Още докато е жив, на Шостакович е наречен полуостров на остров Александър в Антарктика.

## Награди
- Великобритания
  - Златен медал на Кралското филхармонично дружество (1966)
- Дания
  - Награда Сонинг (1973)
- СССР
  -  Герой на социалистическия труд (1966)[111]
  -  Орден „Ленин“ (1946, 1956, 1966)[112]
  -  Орден на Октомврийската революция (1971)[113]
  -  Орден на Трудовото червено знаме (1940)[114]
  -  Народен артист на СССР (1954)[115]
  -  Народен артист на РСФСР (1948)[116]
  - Международна награда за мир (1954)[115]
  -  Ленинска премия (1958)[117]
  -      Сталинска награда (1941, 1942, 1946, 1950, 1952)[118]
  - Държавна награда на РСФСР „Михаил Глинка“ (1968, 1974)[119]
- Финландия
  - Награда „Вихури Сибелиус“ (1958)[117]